# Grad Krupa
Grad Krupa (nemško Krupp) je stal nedaleč od naselja Krupa pri Semiču na robu vasi Stranska vas pri Semiču 500 m od izvira rečice Krupe. Grad zgrajen v 13. stoletju je bil prepuščen v ruševine po koncu 2. svetovne vojne. Sedaj o njem pričajo le še skromne razvaline. 

## Zgodovina
Prvi lastniki gradu naj bi bila hrvaška plemiška rodbina Babonićev. Grad je bil prvič omenjen leta 1352 ("von der Crup"). Babonićevi so bili sorodniki grofov Ursini-Blagaj. S poroko sredi 14. stoletja so grad in gospoščino pridobili grofje Ortenburžani, po njihovem izumrtju leta 1418 pa so ga podedovali Celjski grofje, ki so ga imeli do njihovega izumrtja leta 1456. Nato so ga prevzeli Habsburžani oziroma deželnoknežja komora.  Grad je bil leta 1427 omenjen kot "castrum Cruppa". Kasnejši lastniki so bili:
| od leta                 | do leta | lastnik                                               | komentar                                                                      | Dodatne informacije |
| ----------------------- | ------- | ----------------------------------------------------- | ----------------------------------------------------------------------------- | ------------------- |
| sredi 14. st. pred 1374 | 1418    | Ortenburžani                                          | priženili - poroka Oton VI. grofa Ortenburškega z Ano grofico Babonić Krupsko |                     |
| 1418                    | 1456    | Celjski grofje                                        | podedovali                                                                    |                     |
| konec 15. stoletja      |         | Andrej pl. Hohenwart                                  | kapitan Celja                                                                 |                     |
| 1483                    | 1704    | grofi Purgstal/Burgstall                              | Moric pl. Purgstall poročen z Marjeto Hohenwart                               |                     |
| 1704                    |         | Johann Michael Androk tudi Androch                    | kupil                                                                         |                     |
| 1710                    |         | grof Franc Adam Lamberg                               | zakup                                                                         |                     |
|                         | 1723    | grof Karl Henrik Wazenberg                            | kupil                                                                         |                     |
| 1723                    | 1735    | grof Franc Bernard Lamberg                            | kupil                                                                         |                     |
| ca. 1735                | 1772    | Peter Paul pl. Bonazzi                                | kupil                                                                         |                     |
| 1773                    | 1796    | grofica/baronica Franziska baronica Apfaltrer-Bonazzi | podedovala                                                                    |                     |
| 1796                    | 1904    | družina baronov Apfaltrer                             | podedoval Alojz baron Apfaltrer                                               |                     |
| 1904                    | 1912    | Danijel Makar in Julij Macele (Mazelle)               | nakup                                                                         |                     |
| 1914                    | 1918    | Zemljiška Banka v Pragi                               | nakup                                                                         |                     |
| 1918                    |         | Josip Zurc                                            | trgovec iz Semiča                                                             |                     |

## Zanimivosti
Grad Krupa je imel štiriogelne stolpe in nadstropno arkadno dvorišče. V 19. stoletju je bil središče uprave za vso Belo krajino. Partizani so grad leta 1942 požgali. 

## Galerija
- Ruševine grad Krupa
- Lokacija gradu Krupa
- Kašča grad Krupa